# Copa Metropolitana 1974
En 1974 se organizó la edición 37 del torneo de copa de Costa Rica, con el nombre de Copa Metropolitana; organizada por la Federación Costarricense de Fútbol. Los equipos participantes fueron Alajuelense, Herediano, Universidad de Costa Rica y Barrio México.
Alfredo Piedra de Alajuelense fue el goleador del certamen con 6 anotaciones.
Alajuelense alcanza el torneo de Copa Metropolitana (bajo la dirección técnica de Hugo Tassara) tras superar al Barrio México (2-1 y 2-1), Universidad de Costa Rica (3-1 y 3-1) y Herediano (2-1 y 4-2). Este sería el octavo título de Copa del cuadro erizo.
|                            |
| Liga Deportiva Alajuelense |
|                            |
| 8° título                  |

| Predecesor: Torneo de Copa 1972 | Torneo de Copa de Costa Rica 1974 | Sucesor: Torneo de Copa 1975 |